# ديفيد جونز (عالم)
دايفيد جونز (بالإنجليزية: David L. Jones)‏ (و. 1944  م) هو عالم نبات أسترالي، ولد في ولاية فيكتوريا.